# Xya marmorata
Xya marmorata är en insektsart som först beskrevs av Lucien Chopard 1928.  Xya marmorata ingår i släktet Xya och familjen Tridactylidae. Inga underarter finns listade i Catalogue of Life.